# Letört bimbók
A Letört bimbók (eredeti cím: Broken Blossoms or The Yellow Man and the Girl) 1919-ben bemutatott fekete-fehér amerikai némafilm D. W. Griffith rendezésében.
William Beaudine Verebek című filmjével együtt a Letört bimbók a hollywoodi „lágy stílus” iskolapéldája. G. W. Bitzer operatőr minden szakmai tudását bevetette, hogy kiemelje a sztár szépségétː púdert, sminket, olajjal bekent lencsét alkalmazott, hogy Lilian Gish valósággal ragyogjon a filmben. A látványtervet Joseph Stringer készítette. A film egy része ópiumbarlangokban játszódik.

## Történet
Az ökölvívó apa kegyetlenül bánik lányával, aki egy kínaihoz költözik. A férfi beleszeretett a meggyötört teremtésbe. Az apa feldühödik és lánya után megy. Történetük tragikusan végződik.

## Szereplők
- Lillian Gish (Lucy Burrows)
- Richard Barthelmess (Cheng Huan, a kínai)
- Donald Crisp (Battling Burrows, az apa)
- Arthur Howard (Battling Burrows menedzsere)
- Norman Selby
- James Smith